# Alessandro Carlo di Anhalt-Bernburg
Alessandro Carlo di Anhalt-Bernburg (Ballenstedt, 2 marzo 1805 – Hoym, 19 agosto 1863) è stato duca di Anhalt-Bernburg.

## Biografia
Alessandro Carlo nacque nel 1805, figlio del duca Alessio Federico Cristiano di Anhalt-Bernburg e di sua moglie, Maria Federica d'Assia-Kassel.
Alla morte del padre, divenne reggente del ducato, il 24 marzo 1834.
Sotto il suo governo, nel 1846, la città di Bernburg passò sotto il dominio di Köthen, e venne annessa dal duca di Anhalt-Köthen Enrico; il duca Alessandro Carlo tornò in possesso delle terre di Bernburg nel 1847, alla morte del duca Enrico.
Otto anni dopo quest'evento, nel 1855 il duca iniziò a soffrire di schizofrenia e si ritirò quasi completamente dalla vita pubblica, soggiornando nella sua residenza di Ballenstedt, lasciando la reggenza del ducato alla moglie, la principessa Federica di Schleswig-Holstein-Sonderburg-Glücksburg.
Alessandro Carlo morì nel 1863 senza eredi e la sua eredità passò al ducato di Anhalt-Dessau.

## Ascendenza
|                                                       |                            |                                                      | Genitori                                                      |  |  | Nonni |  |  | Bisnonni                             |  |  | Trisnonni                         |  |
|                                                       |                            |                                                      |                                                               |  |  |       |  |  | Vittorio Federico di Anhalt-Bernburg |  |  | Carlo Federico di Anhalt-Bernburg |  |
|                                                       |                            |                                                      |                                                               |  |  |       |  |  | Vittorio Federico di Anhalt-Bernburg |  |  | Carlo Federico di Anhalt-Bernburg |  |
|                                                       |                            | Sofia Albertina di Solms-Sonnenwalde                 |                                                               |  |  |       |  |  | Vittorio Federico di Anhalt-Bernburg |  |  |                                   |  |
| Federico Alberto di Anhalt-Bernburg                   |                            |                                                      |                                                               |  |  |       |  |  | Vittorio Federico di Anhalt-Bernburg |  |  |                                   |  |
|                                                       |                            | Albertina di Brandenburg-Schwedt                     | Alberto Federico di Brandeburgo-Schwedt                       |  |  |       |  |  |                                      |  |  |                                   |  |
|                                                       |                            | Albertina di Brandenburg-Schwedt                     | Alberto Federico di Brandeburgo-Schwedt                       |  |  |       |  |  |                                      |  |  |                                   |  |
|                                                       |                            | Albertina di Brandenburg-Schwedt                     | Maria Dorotea di Curlandia                                    |  |  |       |  |  |                                      |  |  |                                   |  |
| Alessio Federico Cristiano di Anhalt-Bernburg         |                            | Albertina di Brandenburg-Schwedt                     |                                                               |  |  |       |  |  |                                      |  |  |                                   |  |
|                                                       |                            | Federico Carlo di Schleswig-Holstein-Sonderburg-Plön | Cristiano Carlo di Schleswig-Holstein-Sonderburg-Plön-Norburg |  |  |       |  |  |                                      |  |  |                                   |  |
|                                                       |                            | Federico Carlo di Schleswig-Holstein-Sonderburg-Plön | Cristiano Carlo di Schleswig-Holstein-Sonderburg-Plön-Norburg |  |  |       |  |  |                                      |  |  |                                   |  |
|                                                       |                            | Federico Carlo di Schleswig-Holstein-Sonderburg-Plön | Dorothea Christina von Aichelberg                             |  |  |       |  |  |                                      |  |  |                                   |  |
| Luisa Albertina di Schleswig-Holstein-Sonderburg-Plön |                            | Federico Carlo di Schleswig-Holstein-Sonderburg-Plön |                                                               |  |  |       |  |  |                                      |  |  |                                   |  |
|                                                       |                            | Cristiana Irmingarda Reventlow                       | Christian Detlev Reventlow                                    |  |  |       |  |  |                                      |  |  |                                   |  |
|                                                       |                            | Cristiana Irmingarda Reventlow                       | Christian Detlev Reventlow                                    |  |  |       |  |  |                                      |  |  |                                   |  |
|                                                       |                            | Cristiana Irmingarda Reventlow                       | Benedikta Margarethe von Brockdorff                           |  |  |       |  |  |                                      |  |  |                                   |  |
| Alessandro Carlo di Anhalt-Bernburg                   |                            | Cristiana Irmingarda Reventlow                       |                                                               |  |  |       |  |  |                                      |  |  |                                   |  |
|                                                       | Federico II d'Assia-Kassel | Guglielmo VIII d'Assia-Kassel                        |                                                               |  |  |       |  |  |                                      |  |  |                                   |  |
|                                                       | Federico II d'Assia-Kassel | Guglielmo VIII d'Assia-Kassel                        |                                                               |  |  |       |  |  |                                      |  |  |                                   |  |
|                                                       | Federico II d'Assia-Kassel | Dorotea Guglielmina di Sassonia-Zeitz                |                                                               |  |  |       |  |  |                                      |  |  |                                   |  |
| Guglielmo I d'Assia-Kassel                            | Federico II d'Assia-Kassel |                                                      |                                                               |  |  |       |  |  |                                      |  |  |                                   |  |
|                                                       |                            | Maria di Hannover                                    | Giorgio II di Gran Bretagna                                   |  |  |       |  |  |                                      |  |  |                                   |  |
|                                                       |                            | Maria di Hannover                                    | Giorgio II di Gran Bretagna                                   |  |  |       |  |  |                                      |  |  |                                   |  |
|                                                       |                            | Maria di Hannover                                    | Carolina di Brandeburgo-Ansbach                               |  |  |       |  |  |                                      |  |  |                                   |  |
| Maria Federica d'Assia-Kassel                         |                            | Maria di Hannover                                    |                                                               |  |  |       |  |  |                                      |  |  |                                   |  |
|                                                       |                            | Federico V di Danimarca                              | Cristiano VI di Danimarca                                     |  |  |       |  |  |                                      |  |  |                                   |  |
|                                                       |                            | Federico V di Danimarca                              | Cristiano VI di Danimarca                                     |  |  |       |  |  |                                      |  |  |                                   |  |
|                                                       |                            | Federico V di Danimarca                              | Sofia Maddalena di Brandeburgo-Kulmbach                       |  |  |       |  |  |                                      |  |  |                                   |  |
| Guglielmina Carolina di Danimarca                     |                            | Federico V di Danimarca                              |                                                               |  |  |       |  |  |                                      |  |  |                                   |  |
|                                                       |                            | Luisa di Hannover                                    | Giorgio II di Gran Bretagna                                   |  |  |       |  |  |                                      |  |  |                                   |  |
|                                                       |                            | Luisa di Hannover                                    | Giorgio II di Gran Bretagna                                   |  |  |       |  |  |                                      |  |  |                                   |  |
|                                                       |                            | Luisa di Hannover                                    | Carolina di Brandeburgo-Ansbach                               |  |  |       |  |  |                                      |  |  |                                   |  |
|                                                       |                            | Luisa di Hannover                                    |                                                               |  |  |       |  |  |                                      |  |  |                                   |  |